# شهرستان زامتهانگ
شهرستان زامتهانگ (به لاتین: Zamthang County) یک شهرستان‌های جمهوری خلق چین در چین است که در ولایت خودمختار نگاوا تبتی و کیانگ واقع شده‌ است.